# Armando Knischnik
Armando Néstor Knischnik (19 de julio de 1927[cita requerida]-31 de agosto de 2011) fue un médico y político argentino de la Unión Cívica Radical del Pueblo, que se desempeñó como diputado provincial y como gobernador interino de la provincia del Chubut entre octubre y noviembre de 1965.

## Biografía
Médico de profesión, formó parte de la primera comisión directiva de la Asociación Médica del Este del Chubut en 1957. Trabajó en el Hospital Santa Teresita de Rawson.
En 1963 fue elegido a la Legislatura de la Provincia del Chubut por la Unión Cívica Radical del Pueblo.
En octubre de 1965, el gobernador Roque González fue suspendido por un juicio político y formalmente destituido el 6 de noviembre. El vicegobernador Atilio Oscar Viglione también renunció a su cargo. En ese período de casi un mes (tras la suspensión y luego de la destitución de González), Knischnik se desempeñó interinamente como gobernador, hasta su renuncia el 12 de noviembre, siendo sucedido por el también legislador Manuel Pío Raso.
En 1973 fue elegido concejal de Trelew por la Unión Cívica Radical.
Falleció el 31 de agosto de 2011.